# Pam Grier
Pamela Suzette Grier (Winston-Salem, 26 de mayo de 1949) es una actriz estadounidense.

## Primeros años
Nació el 26 de mayo de 1949 en Winston-Salem, Carolina del Norte, hija de Gwendolyn Sylvia (de soltera, Samuels), ama de casa y enfermera, y su esposo Clarence Ramson Grier Jr., mecánico y sargento técnico en la Fuerza Aérea de los Estados Unidos. Tiene un hermano y una hermana. Fue criada como católica y luego bautizada metodista.
Debido a la carrera militar del padre, la familia se mudó a menudo durante la infancia de Grier. En 1956 se trasladaron a Swindon, en el suroeste de Inglaterra, donde su padre trabajaba en una base de la fuerza aérea. Según Grier, la suya era la única familia negra en la ciudad, aunque recordó que no enfrentaron racismo o segregación como en los Estados Unidos: "No les importaba que yo fuera negra ya que ellos no habían sido criados para odiar a los negros, sino que habían sido criados para odiar a los alemanes... en Estados Unidos, especialmente en el sur, nunca conseguimos que los autobuses pararan para nosotros, no podíamos comer en ciertos restaurantes, no podía usar ciertos baños. Hasta 1969, había grandes almacenes en los que a mi padre y a mí ni siquiera nos permitían probarnos ropa".
La familia regresó a Estados Unidos en 1958, cuando el padre de Grier fue transferido a la Base de la Fuerza Aérea Travis de California, mudándose finalmente a la Base de la Fuerza Aérea Lowry de Denver, Colorado. Grier pasó una temporada en la granja de remolacha azucarera de sus abuelos maternos en la zona rural de Wyoming, donde sus antepasados habían instalado su hogar tras huir de la esclavitud mediante el Ferrocarril subterráneo. En Denver cursó la educación secundaria y actuó en obras de teatro del instituto, además de participar en concursos de belleza para recaudar fondos para su matrícula universitaria.
Pero para cumplir su deseo de ser actriz, a los 18 años se fue a Los Ángeles a buscar trabajo y consiguió que la contrataran en la AIP (American International Pictures), productora de películas de bajo presupuesto.
Debutó en el cine con un pequeño papel en Beyond the Valley of the Dolls (1970), dirigida por Russ Meyer. Como esta película tuvo éxito, la contrataron para hacer The Big Doll House (1971), película sobre una cárcel de mujeres. Las llamadas películas WIP (Women in Prison) eran muy populares en esta época, y por eso Pam hizo más de este subgénero, como Women in Cages (1972) y Big Bird Cage (1972).

## Su popularidad
Poco a poco Pam Grier se hizo popular haciendo películas llamadas de blaxploitation, es decir, películas baratas destinadas mayormente al público negro, donde los protagonistas eran negros y con grandes dosis de violencia. Pam Grier protagonizó películas como Coffy (1973), Foxy Brown (1974) o Sheba Baby (1975), en las que interpretaba a mujeres fuertes e independientes que se tomaban la justicia por su mano para hacer frente a villanos sin escrúpulos, ante la pasividad y corrupción de las autoridades. Esto la hizo muy popular y Pam Grier se convirtió en un ídolo de la comunidad negra, junto a otros actores de este subgénero como Tamara Dobson (Cleopatra Jones) o Richard Roundtree (Shaft). Otras películas que hizo en esta época son: Black mama, White mama (1972), Hit Man (1971), The Arena (1973), Scream, Blacula, Scream (1973), Friday Foster (1975), Drum (1976) o Greased lighting (1977).
A fines de los años setenta su popularidad decayó y pasó a hacer papeles secundarios en películas de calidad muy desigual. Entre sus trabajos más destacados, pasada la fiebre de la blaxploitation, podemos citar: Tough Dreams (1981), Fort Apache, The Bronx (1981), Vindicator (1983), On the Edge (1985), Above the Law (1988), Class of 1999 (1990), Posse (1993) y Original Gangstas (1996). Después apareció en la conocida película de Tim Burton de 1996 Mars Attacks!. También hizo pequeños papeles en series de televisión como Miami Vice o The Fresh Prince of Bel-Air.

## Su renacimiento
Su suerte mejoró en 1997 gracias al director Quentin Tarantino, un gran aficionado a las películas de blaxploitation de los años setenta, y que la convirtió en protagonista de Jackie Brown (1997), película que adaptaba una novela de Elmore Leonard y que reivindicaba las viejas blaxploitation y que tuvo un gran éxito, lo que la convirtió nuevamente en una actriz popular.
Después de Jackie Brown ha seguido trabajando asiduamente, en películas de todo tipo, normalmente en papeles secundarios pero muy lucidos. Destaca su trabajo en Jawbreaker (1999), Holy Smoke (1999), Pluto Nash (2000), o Ghosts of Mars (2001). Es una de las protagonistas de la serie The L Word, producida por Showtime, donde encarnó a Kit Porter, hermanastra de Bette Porter (Jennifer Beals), mujer madura ex estrella del mundo de la música que trata de superar su problema con el alcohol. En 2009 apareció en tres capítulos de la serie Smallville.

## Filmografía

### Cine
| Año  | Título                                        | Rol                                       | Notas      | Ref.  |
| ---- | --------------------------------------------- | ----------------------------------------- | ---------- | ----- |
| 1970 | Beyond the Valley of the Dolls                | Asistente a la fiesta                     |            |       |
| 1971 | The Big Doll House                            | Grear                                     |            |       |
| 1971 | Women in Cages                                | Alabama                                   |            |       |
| 1972 | The Twilight People                           | Ayesa                                     |            |       |
| 1972 | Cool Breeze                                   | Mona                                      |            |       |
| 1972 | The Big Bird Cage                             | Blossom                                   |            |       |
| 1972 | Hit Man                                       | Gozelda                                   |            |       |
| 1973 | Black Mama White Mama                         | Lee Daniels                               |            |       |
| 1973 | Coffy                                         | 'Coffy' Coffin                            |            |       |
| 1973 | Scream Blacula Scream                         | Lisa Fortier                              |            |       |
| 1974 | The Arena                                     | Mamawi                                    |            |       |
| 1974 | Foxy Brown                                    | Foxy Brown                                |            |       |
| 1975 | Sheba, Baby                                   | Sheba Shayne                              |            |       |
| 1975 | Bucktown                                      | Aretha                                    |            |       |
| 1975 | Friday Foster                                 | Friday Foster                             |            |       |
| 1976 | Drum                                          | Regine                                    |            |       |
| 1977 | Twilight of Love                              | Sandra                                    |            |       |
| 1977 | Greased Lightning                             | Mary Jones                                |            |       |
| 1981 | Fort Apache, The Bronx                        | Charlotte                                 |            |       |
| 1983 | Tough Enough                                  | Myra                                      |            |       |
| 1983 | Something Wicked This Way Comes               | Bruja del Polvo                           |            |       |
| 1985 | Stand Alone                                   | Cathryn Bolan                             |            |       |
| 1986 | The Vindicator                                | Hunter                                    |            |       |
| 1986 | On the Edge                                   | Cora                                      |            |       |
| 1987 | The Allnighter                                | Sargento McLeesh                          |            |       |
| 1988 | Above the Law                                 | Detective Delores 'Jacks' Jackson         |            |       |
| 1989 | The Package                                   | Ruth Butler                               |            |       |
| 1990 | Class of 1999                                 | Sra. Connors                              |            |       |
| 1991 | Bill & Ted's Bogus Journey                    | Sra. Wardroe                              |            |       |
| 1993 | Posse                                         | Phoebe                                    |            |       |
| 1996 | Original Gangstas                             | Laurie Thompson                           |            |       |
| 1996 | Escape from L.A.                              | Jack 'Carjack' Malone / Hershe Las Palmas |            |       |
| 1996 | Mars Attacks!                                 | Louise Williams                           |            |       |
| 1997 | Strip Search                                  | Janette                                   |            |       |
| 1997 | Fakin' da Funk                                | Annabelle Lee                             |            |       |
| 1997 | Jackie Brown                                  | Jackie Brown                              |            |       |
| 1999 | Jawbreaker                                    | Det. Vera Cruz                            |            |       |
| 1999 | No Tomorrow                                   | Diane                                     |            |       |
| 1999 | In Too Deep                                   | Det. Angela Wilson                        |            |       |
| 1999 | Holy Smoke!                                   | Carol                                     |            |       |
| 2000 | Snow Day                                      | Tina                                      |            |       |
| 2000 | Fortress 2: Re-Entry                          | Susan Mendenhall                          |            |       |
| 2000 | Wilder                                        | Detective Della Wilder                    |            |       |
| 2001 | 3 A.M.                                        | George                                    |            |       |
| 2001 | Love the Hard Way                             | Linda                                     |            |       |
| 2001 | Ghosts of Mars                                | Comandante Helena Braddock                |            |       |
| 2001 | Bones                                         | Pearl                                     |            |       |
| 2002 | The Adventures of Pluto Nash                  | Flura Nash                                |            |       |
| 2002 | Baby of the Family                            | Sra. Williams                             |            |       |
| 2005 | Back in the Day                               | Sra. Cooper                               |            |       |
| 2010 | Just Wright                                   | Janice Wright                             |            |       |
| 2010 | The Invited                                   | Zelda                                     |            |       |
| 2010 | Machete Maidens Unleashed!                    | Ella misma                                | Documental |       |
| 2011 | Larry Crowne                                  | Frances                                   |            |       |
| 2011 | Corman's World: Exploits of a Hollywood Rebel | Ella misma                                | Documental |       |
| 2012 | Woman Thou Art Loosed: On the 7th Day         | Detective Barrick                         |            |       |
| 2012 | The Man with the Iron Fists                   | Jane                                      |            |       |
| 2012 | Mafia                                         | James Womack                              |            |       |
| 2017 | Bad Grandmas                                  | Coralee                                   |            |       |
| 2017 | Being Rose                                    | Lily                                      |            |       |
| 2019 | Poms                                          | Olive                                     |            |       |
| 2023 | Cinnamon                                      | Mama                                      |            |       |
| 2023 | Pet Sematary: Bloodlines                      | TBA                                       |            | [ 2 ] |

### Televisión
| Año       | Título                                          | Rol                                | Notas |
| --------- | ----------------------------------------------- | ---------------------------------- | --- |
| 1979      | Roots: The Next Generations                     | Francey                            | Episodio: "Part IV (1917–1921)"                                                                          |
| 1980      | The Love Boat                                   | Cynthia Wilbur                     | Episodio: "Kinfolk/Sis & the Slicker/Moonlight & Moonshine/Too Close for Comfort/The Affair: Part 1 & 2" |
| 1985      | Badge of the Assassin                           | Alexandra Horn                     | Película para televisión                                                                                 |
| 1985–90   | Miami Vice                                      | Valerie Gordon                     | Rol recurrente (temporadas 1–2, 5)                                                                       |
| 1986      | Night Court                                     | Benet Collins                      | Episodio: "Hurricane: Part 1 & 2"                                                                        |
| 1986–88   | Crime Story                                     | Suzanne Terry                      | Rol recurrente                                                                                           |
| 1987      | The Cosby Show                                  | Samantha                           | Episodio: "Planning Parenthood"                                                                          |
| 1988      | Frank's Place                                   | Neema Sharone                      | Episodio: "Frank's Place – The Movie"                                                                    |
| 1989      | Midnight Caller                                 | Susan Province                     | Episodio: "Blood Red"                                                                                    |
| 1990      | Knots Landing                                   | Teniente Guthrie                   | Rol recurrente (temporada 12)                                                                            |
| 1991      | Monsters                                        | Matilde                            | Episodio: "Hostile Takeover"                                                                             |
| 1992      | Pacific Station                                 | Grace Ballard                      | Episodio: "My Favorite Dad"                                                                              |
| 1992      | A Mother's Right: The Elizabeth Morgan Story    | Linda Holman                       | Película para televisión                                                                                 |
| 1994      | In Living Color                                 | Ella misma                         | Episodio: "Mrs. Ikefire"                                                                                 |
| 1994      | The Sinbad Show                                 | Lynn Montgomery                    | Episodio: "The Telethon"                                                                                 |
| 1994      | The Fresh Prince of Bel-Air                     | Janice Robertson                   | Episodio: "M is for the Many Things She Gave Me"                                                         |
| 1995      | The Marshal                                     | Marshal Vanetta Brown              | Episodio: "Rainbow Comix"                                                                                |
| 1995      | Martin                                          | Ella misma                         | Episodio: "All the Players Came"                                                                         |
| 1996      | Sparks                                          | Ms. Grayson                        | Episodio: "Pillow Talk"                                                                                  |
| 1996      | The Wayans Bros.                                | Erica                              | Episodio: "Goin' to the Net"                                                                             |
| 1998      | Mad TV                                          | Anfitriona                         | Episodio: "#3.25"                                                                                        |
| 1998      | Pinky and the Brain                             | Julie Auburn                       | Voz, episodio: "Inherit the Wheeze"                                                                      |
| 1998      | Family Blessings                                | Mrs. Quincy                        | Película para televisión                                                                                 |
| 1998–2000 | Linc's                                          | Eleanor Winthrop                   | Papel protagónico                                                                                        |
| 1999      | The Wild Thornberrys                            | Madre Springbok                    | Voz, episodio: "Stick Your Neck Out"                                                                     |
| 1999      | Happily Ever After: Fairy Tales for Every Child | El ruiseñor de la emperatriz       | Voz, episodio: "The Empress' Nightingale"                                                                |
| 1999      | Hayley Wagner, Star                             | Sam                                | Película para televisión                                                                                 |
| 1999      | For Your Love                                   | Brenda                             | Episodio: "The Sins of the Mother and... the Boyfriend"                                                  |
| 2001      | Strange Frequency                               |                                    | Episodio: "Time Is on My Side"                                                                           |
| 2001      | The Feast of All Saints                         | Suzzette Lermontant                | Película para televisión                                                                                 |
| 2002      | Night Visions                                   | Dra. Lewis                         | Episodio: "Switch"                                                                                       |
| 2002      | Justice League                                  | My'ria'h                           | Voz, episodio: "A Knight of Shadows"                                                                     |
| 2002–03   | Law & Order: Special Victims Unit               | Asst. US Attorney Claudia Williams | 2 episodios                                                                                              |
| 2003      | First to Die                                    | Claire Washburn                    | Película para televisión                                                                                 |
| 2004–09   | The L Word                                      | Kit Porter                         | Rol protagónico (70 episodios)                                                                           |
| 2008      | Ladies of the House                             | Roberta "Birdie" Marchand          | Película para televisión                                                                                 |
| 2010      | Smallville                                      | Amanda Waller                      | Rol recurrente (temporada 9)                                                                             |
| 2015      | Cleveland Abduction                             | Enfermera Carla                    | Película para televisión                                                                                 |
| 2018–19   | This Is Us                                      | Abuela                             | 2 episodios                                                                                              |
| 2019      | A Christmas Wish                                | Mary                               | Película para televisión                                                                                 |
| 2019–20   | Bless This Mess                                 | Constance Terry                    | Rol protagónico (26 episodios)                                                                           |
| 2022      | The Great North                                 | Neckbone                           | Voz, episodio: "Slide & Wet-Judice Adventure"                                                            |

### Videojuegos
| Año  | Título                         | Rol                                | Notas                             |
| ---- | ------------------------------ | ---------------------------------- | --------------------------------- |
| 2013 | Grand Theft Auto V             | Ella misma (Presentadora de radio) | DJ en la radio 'The Lowdown 91.1' |
| 2017 | Call of Duty: Infinite Warfare | Ella misma                         | Shaolin Shuffle DLC               |

### Videos musicales
| Año  | Título             | Artista    | Rol        | Notas |
| ---- | ------------------ | ---------- | ---------- | ----- |
| 1994 | "Doggy Dogg World" | Snoop Dogg | Foxy Brown |       |